# CoRoT-9b

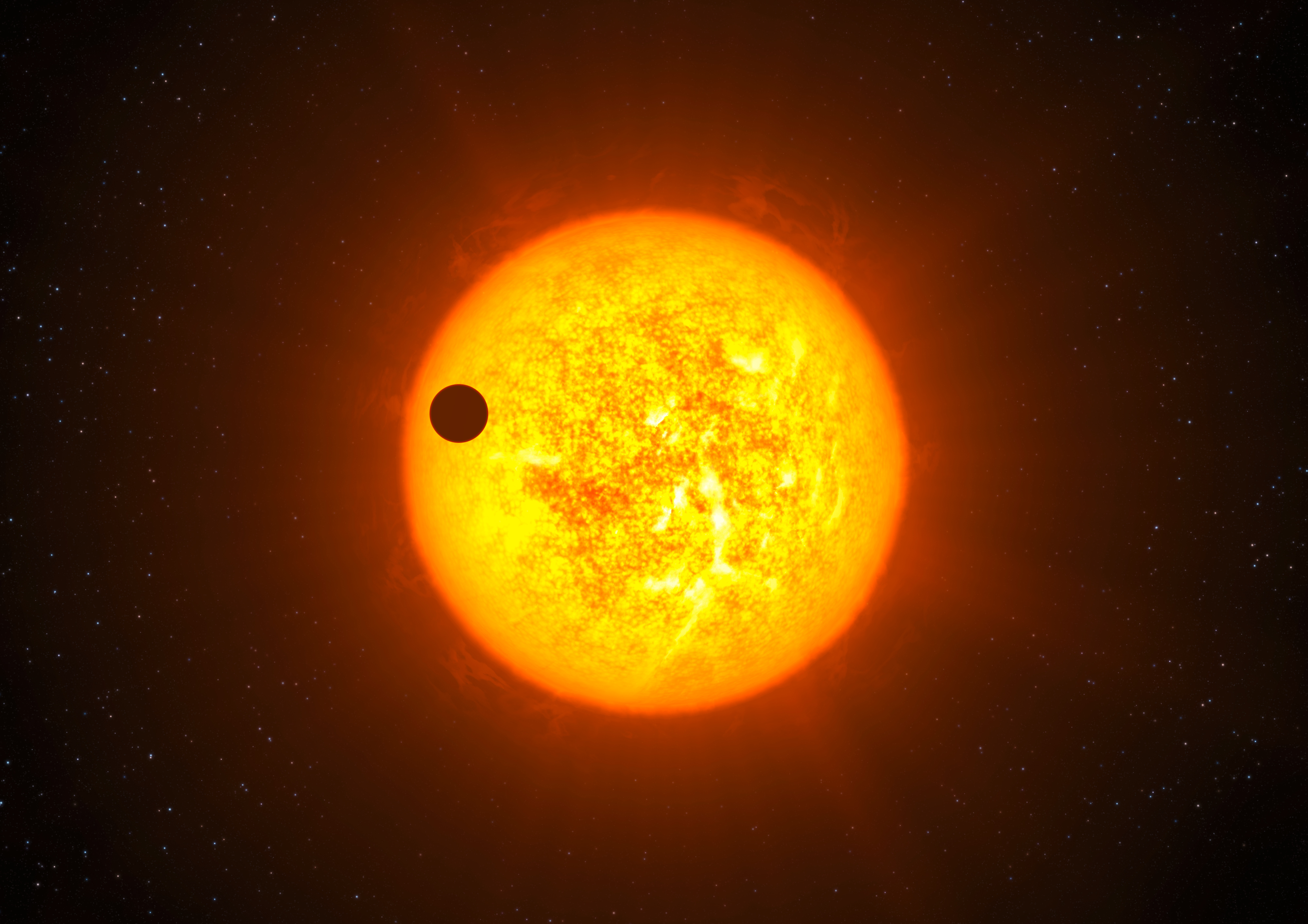
主星CoRoT-9の手前を横切るCoRoT-9bの想像図。

CoRoT-9bとは、太陽系からへび座の方角に1500光年離れた位置にある太陽系外惑星である。太陽に似たG型主系列星CoRoT-9を95日かけて公転し、地球と恒星の間を周期的に横切って恒星の変光を引き起こしている。欧州宇宙機関の人工衛星COROTの観測で発見され、2009年に発見された。
公転周期数十日以上で円に近い軌道を描く惑星として初めて通過（トランジット）が観測された天体であり、低温の系外惑星研究の足がかりになることが期待されている。

## 性質
CoRoT-9bは、木星の1.05倍（±0.04倍）の半径と0.84倍（±0.07倍）の質量を持った木星サイズのガス惑星で、半径0.4天文単位の円に近い軌道を95日で一周している。これは太陽系の水星の軌道にほぼ相当する。表面温度は250Kから430K（-20℃から160℃）と考えられている。
CoRoT-9bは、軌道長半径5AU以上の太陽系のガス惑星と比べ10倍以上恒星に近いところを周回しているが、典型的なホット・ジュピターと比べると10倍恒星から離れている。CoRoT-9bのような中間的な軌道の系外惑星が見つかることは珍しくないが、恒星面通過が観測されたという点で特殊である。

### 恒星面通過
地球はCoRoT-9bの軌道面をほぼ真横から見る位置にあるため、惑星が恒星面通過（トランジット）を起こし、恒星の光を遮ることが観測できる。CoRoT-9bはこの現象によって発見され、視線速度法の観測で確認された天体である。
通過を起こす系外惑星はCoRoT-9bの発見時点で70個ほど知られていたが、CoRoT-9bのように恒星から離れた軌道を持つものは見つかっていなかった。惑星の軌道半径が大きくなるほど通過が観測できる可能性は低くなるため、恒星の至近距離を公転する高温の惑星（ホット・ジュピターなど）がほとんどを占めていたためである。特殊な例として公転周期111日のトランジット惑星HD 80606 bが存在するが、この天体は離心率0.9以上の極端な楕円軌道を描いており、恒星への最接近時にはホット・ジュピター並みの高温になる。
通過が観測されると、惑星が遮る恒星光の割合から惑星のサイズを見積もることができる。また、恒星の光の一部が惑星の大気を通過してくることを利用して大気に関する情報を得ることもできる。このため、CoRoT-9bは太陽系のガス惑星に似た比較的低温の惑星について理解を深めることに役立つと考えられている。